# چیرنساید
چیرنساید (به انگلیسی: Chirnside) یک روستا در بریتانیا است که در اسکوتیش بوردرز واقع شده‌است.